# 강원특별자치도경찰청
강원특별자치도경찰청(江原特別自治道警察廳, Gangwon Provincial Police Agency)은 강원특별자치도지역의 치안 관련 사무를 관장하는 기관이다. 
청장은 치안감으로 보한다(군의 사단급에 해당).

## 역사
- 1945.10.21 : 강원도 경찰부 설치
- 1946.4.11 : 행정기구 개편으로 제2관구 경찰청 설립
- 1949.2.23 : 강원도 춘천시 동내면 세실로 352(거두리 665-3번지)지사 산하 강원도 경찰국으로 개칭
- 1963.1.1 : 울진경찰서가 경상북도 경찰국으로 이관
- 1991.8.1 : 강원도 경찰국이 강원도지방경찰청으로 개편
- 1998.7.11 : 지방경찰청장의 계급이 경무관에서 치안감으로 승격
- 2006.10.26 : 강원도지방경찰청 신축공사 준공 및 현 청사로 이전
- 2021.1.1 : 자치경찰제 도입에 따라 강원도경찰청으로 개칭
- 2023.6.11 : 강원특별자치도 출범에 따라 강원특별자치도경찰청으로 개칭

## 기본정보
- 청장 : 엄성규 치안정감
- 주소 : 강원특별자치도 춘천시 동내면 세실로 49(거두리 665-3번지)

## 경찰관서
| - 춘천 - 강릉 - 원주 - 동해 - 태백 - 속초 | - 삼척 - 영월 - 정선 - 홍천 - 평창 - 횡성 | - 고성 - 인제 - 철원 - 화천 - 양구 |

- 양양군에 있던 양양경찰서는 1963년 속초시 승격과 함께 속초시로 옮겨가 속초경찰서로 개칭되었고, 2019년까지 속초경찰서가 양양군도 관할하고 있었으나 2025년에 설치된 지 71년 만에 재개서 예정[3]